# 정치 구조
정치 구조(定値 構造)는 정치학에서 일반적으로 사용되는 용어이다. 일반적인 의미에서 이는 제도 또는 심지어 집단과 그들 간의 관계, 정치 체계 내에서 그들의 상호작용 패턴, 그리고 정치적 규제, 법, 정치 체계에 존재하는 규범을 지칭하며, 특정한 방식으로 정치적 환경과 정치적 실체를 구성한다. 사회 영역에서는 그에 상응하는 것이 사회구성체이다. 정치 구조는 정부가 운영되는 방식을 의미하기도 한다. 정치 구조는 한 국가의 정부 체계가 어떻게 구성되어 되는지를 의미한다.